# Franco Jesurun

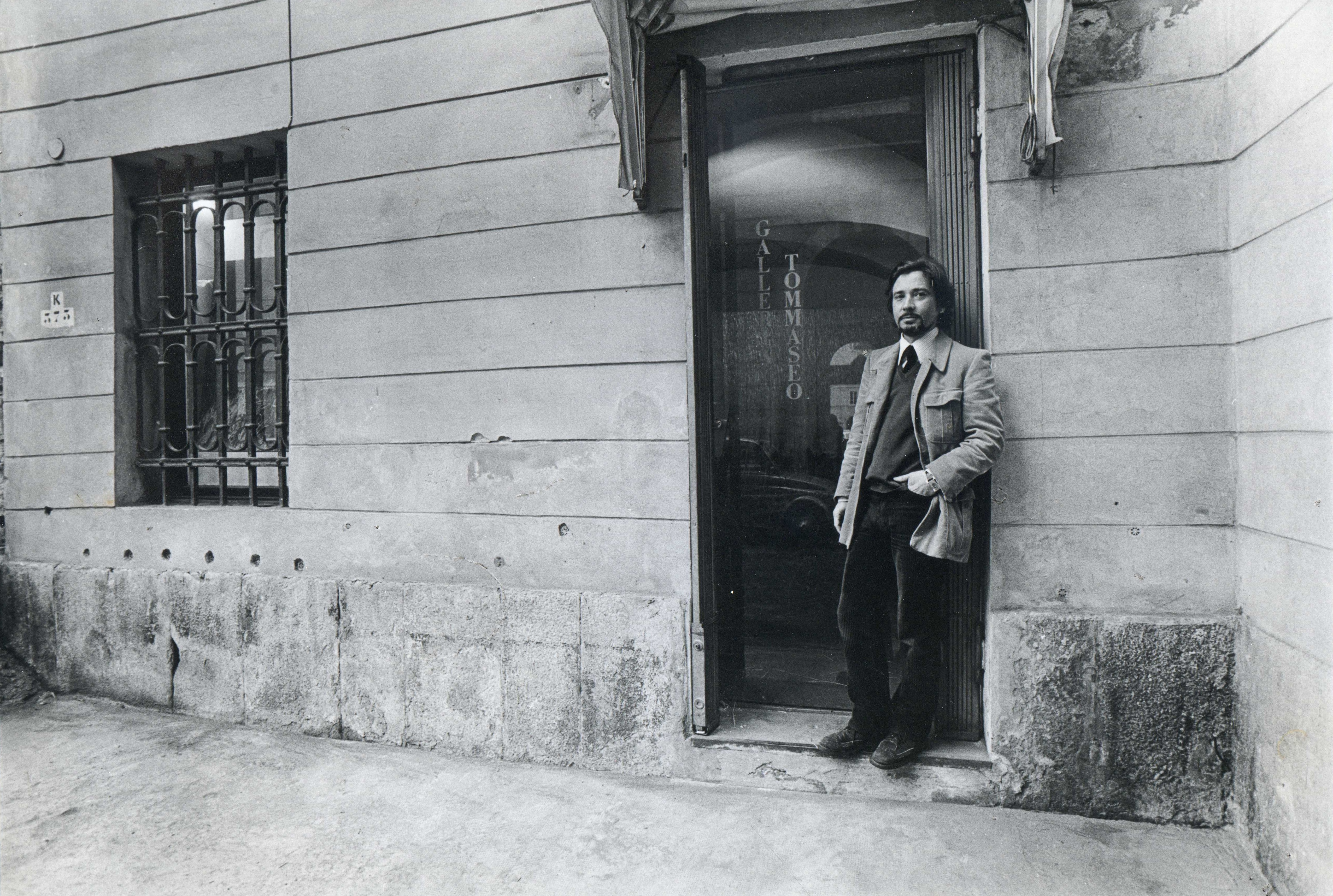
Franco Jesurun, Galleria Tommaseo (via Canal Piccolo - Trieste)

Franco Jesurun, o Franco Jesurum (Trieste, 26 luglio 1939 – Trieste, 15 aprile 2010), è stato un attore teatrale italiano.

## Biografia
Formatosi all’Accademia d’Arte Drammatica Silvio D’Amico di Trieste, ha iniziato la sua carriera interpretando Arlecchino nel 1961, in ‘Arlecchino, servitore di due padroni’ di Carlo Goldoni, per la regia di Fulvio Tolusso. Il ruolo di Arlecchino è stato quello che lo ha fatto conoscere ricevendo l’apprezzamento di Marcello Moretti. Dal 1960-1961 ha recitato in diversi programmi di teatro in diretta della televisione italiana, format allora appena inventato e nella trasmissione di Mago Zurlì (Cino Tortorella) assieme a Topo Gigio, alias Peppino Mazzullo. Nel 1963 inizia a collaborare con la Compagnia Il Globo di Milano ed è protagonista de Gli amanti timidi di Goldoni per la regia di Roberto Ciulli Chentrens. Sempre nel 1963 per il regista Giovanni Poli, ha vestito i panni di Truffaldino, con i costumi di Miela Reina ed Enzo Cogno, ne ‘L’Augellin Belverde’, fiaba di Carlo Gozzi. Qualche anno dopo, sempre con Poli, è stato in tournee in Europa e nel Nord Africa come Primo Zanni nella ‘Commedia degli Zanni’.
A metà degli anni Sessanta ha collaborato a Milano agli esordi della Compagnia Stabile di Palazzo Durini. Nella prima assoluta de ‘La Venetiana’ di Giovan Battista Andreini (1965) è stato al fianco di Gino Cavalieri. È stato diretto da Bogdan Jerković nell’opera La Cimice, prima rappresentazione teatrale italiana di Vladimir Majakovskij (1966). Nel corso degli anni ha lavorato con altri importanti registi quali Sandro Bolchi e Luigi Squarzina. Una lunga amicizia con Franco Enriquez si è stabilita a partire dagli spettacoli La Barraca di Garcia Lorca e Il Circo Max di Gino Negri, messi in scena dal regista al Teatro la Fenice per il Festival della Musica Contemporanea di Venezia. Nel 1966 per Beppe Menegatti al fianco di Carla Fracci e Umberto Bindi, è stato ancora un Arlecchino nella tournée della ‘Turandot’ di Carlo Gozzi. Per Kosta Spaić è stato Gian di Lopud nei ‘Nobili Ragusei’ (1969). La collaborazione con Giorgio Pressburger è stata anche cinematografica nel film ‘Calderon’ tratto da P.P. Pasolini (1981). ‘L’Affare Danton’, per la regia di Andrej Wajda al Teatro Stabile di Trieste, è stato l’ultimo spettacolo cui ha partecipato (1982).

## Prosa Televisiva
- Lo scapolo, regia di Flaminio Bollini, trasmesso sul Secondo programma il 18 novembre 1964